# Wilhelm von Saltzwedel

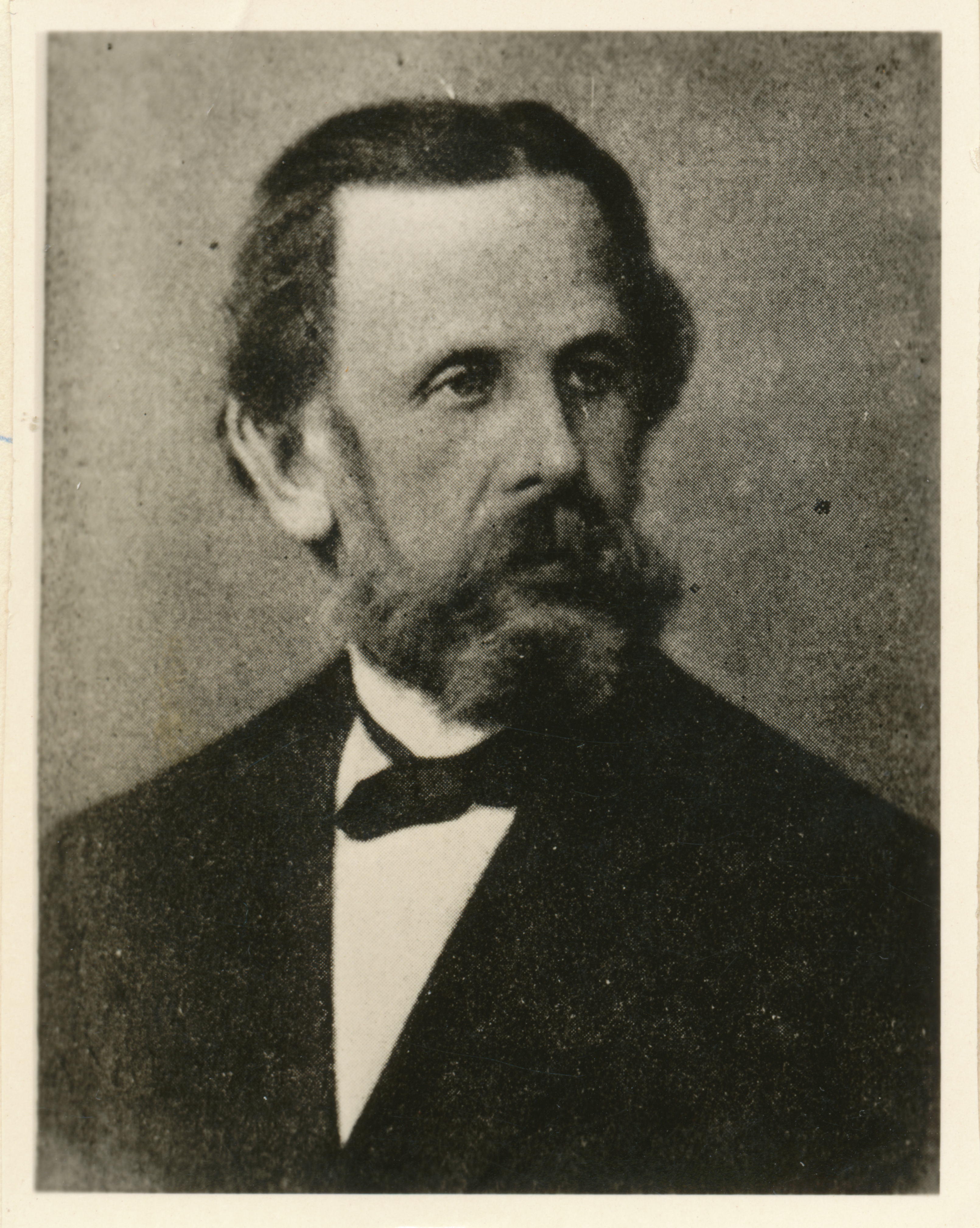
Wilhelm v. Saltzwedel

Wilhelm von Wienskowski genannt von Saltzwedel (* 16. April 1820 auf Gut Drosdowen, Kreis Oletzko, Ostpreußen; † 29. Juli 1882 in Danzig) war ein deutscher Verwaltungsjurist und Gutsbesitzer in Preußen. Er war Landrat in Sensburg und Regierungspräsident in Danzig.

## Leben
Saltzwedels Eltern waren der königlich preußische Landschaftsdirektors Reinhold von Wienskowski (1780–1863) und dessen Frau Johanna von Saltzwedel (1788–1828). Er war der jüngste Bruder des Regierungspräsidenten Gustav von Saltzwedel.
Saltzwedel heiratete in erster Ehe am 22. März 1848 auf Gut Kobulten im Kreis Ortelsburg Karoline (Lina) Vanselow (* 8. September 1825 auf Gut Rosoggen, Kreis Sensburg; † 12. Juni 1872 in Danzig), die Tochter des königlich preußischen Majors Karl Vanselow, Gutsherr auf Kobulten, und der Theophile von Bieberstein-Kasimirski. Mit ihr hatte er zwei Töchter und vier Söhne, darunter Traugott von Saltzwedel (1859–1940), den späteren Geheimen Oberregierungsrat und Oberbaurat. In zweiter Ehe heiratete Saltzwedel am 28. Juli 1873 in Königsberg i. Pr. Friedrike Burggräfin und Gräfin zu Dohna-Lauck (* 22. Dezember 1832 auf Gut Wesselshöfen bei Heiligenbeil, Ostpreußen; † 8. April 1910 in Freiburg im Breisgau), die Tochter des preußischen Generallandschaftsdirektors und Politikers Ludwig Burggraf und Graf zu Dohna-Lauck (1805–1895), Gutsherr auf Wesselshöfen, und der Fanny Aronson. Dieser Ehe entstammen keine Kinder.
1839 wurde Saltzwedel Mitglied des Corps Masovia. Als Senior begründete er „zur Belebung der geistigen Interessen“ im Mai 1841 ein wissenschaftliches Kränzchen. Später war er Gutsherr auf Bronikowen bei Sensburg und von 1847 bis 1867 Landrat des Landkreises Sensburg. In dieser Zeit soll er sehr anmaßend geherrscht und bei Verlassen dieses Postens nach 20-jährigem Dienst als Landrat ein Chaos hinterlassen haben. Im Jahr 1867 wurde er ans Regierungspräsidium Potsdam befördert. Am 12. Oktober 1871 erhielt er die Dirigentenstelle der ersten Abteilung der Regierung in Danzig. Ab 1878 war Heinrich von Achenbach neben seiner Funktion als Oberpräsident auch noch Regierungspräsident in Danzig. Faktisch führte Saltzwedel in dieser Zeit die Geschäfte. In den Jahren 1881 bis 1882 war er kurzzeitig noch bis zu seinem Tod offiziell königlich preußischer Regierungspräsident in Danzig. Gegen die Verwendung in Danzig richteten sich Versetzungsanträge von Saltzwedel, in denen er gesundheitliche Gründe wegen des nachteiligen Danziger Klimas anführte. Er starb mit 62 Jahren.